# ジャルート空港
ジャルート空港（英: Jaluit Airport）とは、マーシャル諸島ジャルート環礁の中心地ジャボール島にある空港である。太平洋戦争（大東亜戦争）中に日本海軍が進出したイミエジ基地とはまた別の空港である。

## 歴史
1983年6月に開港した。

## 就航路線
| 航空会社           | 就航地         |
| ------------------ | -------------- |
| マーシャル諸島航空 | マジュロ、キリ |